# Фасцинація
Фасцинація — переведення людини в стан гіпнозу, що ґрунтується на пильному погляді гіпнотизуючого в очі того, який гіпнотизується, або спеціально організований словесний вплив на реципієнтів.

Поняття фасцинації у науковий обіг ввів 1959 року Ю. В. Кнорозов.

У 60-ті роки когнітивна психологія та психолінгвістика збагатили практику соціальної комунікації знанням про роль фасцинації у мові. Н. Вінер ввів поняття «семантично значущої інформації».

Фасцинація — ефект підвищення впливу інформації на поведінку. Цією властивістю володіє, зокрема, поетичний ритм, інструментальна музика. Фасцинація використовується в пропаганді.